# Сарабия, Педро
Пе́дро Альси́дес Сара́бия Ачукарро (исп. Pedro Alcides Sarabia Achucarro; род. 5 июля 1975, Асунсьон) — парагвайский футболист, игравший на позиции защитника. По завершении игровой карьеры — тренер. Участник двух чемпионатов мира по футболу 1998 и 2002 годов в составе национальной сборной Парагвая.

## Клубная карьера
Во взрослом футболе дебютировал в 1992 году за команду «Спорт Колумбия», в которой провёл два сезона.
В 1994 году Сарабия дебютировал в чемпионате Парагвая за клуб «Серро Портеньо» и в том же году стал с ним чемпионом Парагвая. Он также принял участие в завоевании этого титула во второй раз в 1996 году.
Летом 1996 года Педро переехал в Аргентину, став игроком «Банфилда». Там он провёл один сезон и уже в 1997 году стал игроком одного из сильнейших клубов страны — «Ривер Плейт». Здесь Сарабия стал основным игроком команды и сформировал оборонительную связку с соотечественником Сельсо Аялой. В 1997 году он завоевал свой первый титул чемпиона Аргентины (Апертура). В составе команды из Буэнос-Айреса Педро стал победителем Апертуры 1999 года и Клаусуры 2000 и 2002 годов. Всего за «миллионеров» Сарабия провёл 83 матча в чемпионате.
Летом 2002 года Сарабия отправился в Мексику, где играл на протяжении сезона за «Хагуарес Чьяпас», а в 2003 году вернулся на родину, присоединившись к «Либертаду», с которым стал чемпионом Парагвая.
В 2004 году Педро перешёл в «Серро Портеньо» и дважды за два года стал чемпионом Парагвая. В 2005 году он снова отправился в «Либертад», в составе которого выиграл ещё шесть чемпионских титулов. Сарабия защищал цвета клуба до прекращения выступлений на профессиональном уровне в 2012 году.

## Карьера в сборной
В 1995 году дебютировал в официальных матчах в составе сборной Парагвая и в том же году в составе сборной поехал на домашний Кубок Америки. Через два года он принял участие и в розыгрыше Кубка Америки 1997 года в Боливии.
После этого Сарабия принял участие в чемпионате мира 1998 года во Франции и чемпионате мира 2002 года в Японии и Южной Корее. На первом турнире он был основным игроком и сыграл во всех четырёх встречах, а его сборная вылетела в 1/8 финала, уступив будущему триумфатору турнира — сборной Франции. Однако на втором чемпионате мира Сарабия ни разу не вышел на поле.
Последний матч в составе национальной сборной провёл в 2006 году; в целом же в течение карьеры в национальной команде, которая длилась 12 лет, провёл в форме главной команды страны 47 матчей.

## Карьера тренера
Сарабия начал тренерскую карьеру вскоре после завершения карьеры игрока, в сентябре 2013 года, возглавив тренерский штаб клуба «Либертад». С этой командой в 2014 году Сарабия выиграл Апертуру и Клаусуру. В мае 2015 года покинул команду.
14 июля 2016 года был назначен главным тренером молодёжной сборной Парагвая. Возглавлял команду на чемпионате Южной Америки среди молодёжных команд 2017 года, где не сумел с ней преодолеть групповой этап.
4 июля 2017 года возглавил клуб «Депортиво Сантани» и финишировал с ним на втором месте второго дивизиона Парагвая, перейдя в высший дивизион страны. 14 марта 2018 года был уволен в связи с неудовлетворительными результатами команды.

## Достижения

### В качестве игрока
«Серро Портеньо»
- Чемпион Парагвая: 1994, 1996, 2004, 2005

«Ривер Плейт»
- Чемпион Аргентины: 1997 (Апертура), 1999 (Апертура), 2000 (Клаусура), 2002 (Клаусура)

«Либертад»
- Чемпион Парагвая: 2003, 2006, 2007, 2008 (Апертура), 2008 (Клаусура), 2010 (Клаусура)

### В качестве тренера
«Либертад»
- Чемпион Парагвая: 2014 (Апертура), 2014 (Клаусура)